# Ursogastra quindiensis
Ursogastra quindiensis är en fjärilsart som beskrevs av Max Wilhelm Karl Draudt 1924. Ursogastra quindiensis ingår i släktet Ursogastra och familjen nattflyn. Inga underarter finns listade i Catalogue of Life.